# Аракуль (посёлок)
Аракуль — посёлок в Каслинском районе Челябинской области России. Входит в состав Вишневогорского городского поселения. 

## География
Находится на северном берегу озера Аракуль, примерно в 16 км к северо-западу от районного центра, города Касли, на высоте 306 метров над уровнем моря.

## Население
| 2002 | 2010 |
| ---- | ---- |
| 85   | ↘73  |

По данным Всероссийской переписи, в 2010 году численность населения хутора составляла 73 человек (32 мужчины и 41 женщина).

## Улицы
Уличная сеть посёлка состоит из 7 улиц.